# Campeonato Mundial de Xadrez de 2007
O Campeonato Mundial de Xadrez de 2007 foi uma competição organizada pela FIDE para determinar o campeão mundial de xadrez, realizado entre 12 de setembro e 30 de setembro na Cidade do México. Este campeonato assim como o de 2005 foi decidido por um torneio com oito participantes numa disputa de todos-contra-todos. Participaram da competição Viswanathan Anand,Vladimir Kramnik, Boris Gelfand, Péter Lékó, Peter Svidler, Alexander Morozevich, Levon Aronian e Alexander Grischuk. Kramnik era o detentor do título, Anand, Svidler e Morozevich se classificaram pela posição no campeonato mundial anterior; os quatro participantes se classificaram em um Torneio de Candidatos. Anand manteve o título, vencendo o campeonato com nove pontos em catorze pontos possíveis, sendo o único jogador a terminar invicto a competição.

## Processo de qualificação
Os quatro primeiros colocados do Campeonato Mundial FIDE de 2005 tiveram entrada direta para o evento de 2007, além de  Vladimir Kramnik, o então campeão mundial.
Quatro outros jogadores se qualificaram através do processo de qualificação de 2005-2007 que consistiu em três fases:
1. Campeonatos continentais;
2. Copa do mundo de xadrez de 2005  (realizada em Khanty-Mansiysk, na Rússia, qualificando 10 jogadores para o torneio Candidatos);
3. Torneio de Candidatos de 2007.

### Torneio de candidatos de 2007
Uma vaga no Torneio de Candidatos foi reservada para o Campeão Mundial da FIDE de 2004 Rustam Kasimdzhanov. Cinco vagas foram atribuídos aos jogadores mais bem ranqueados (média de rating de julho de 2004 e janeiro de 2005): Péter Lékó, Michael Adams, Judit Polgár, Alexei Shirov e Étienne Bacrot. As dez vagas restantes foram para os melhores colocados na Copa do Mundo de 2005; 
O torneio Candidatos, realizado na cidade russa de Elista, de 26 de maio a 14 de junho de 2007, consistiu em matches eliminatórios em duas fases, classificando Aronian, Leko, Grischuk e Gelfand para o torneio final do Campeonato Mundial de 2007.

#### 1ª fase
| Ranking | Nome                      | Rating | 1 | 2 | 3 | 4 | 5 | 6 | TB | Total |
| ------- | ------------------------- | ------ | - | - | - | - | - | - | -- | ----- |
| 1       | Levon Aronian (ARM)       | 2759   | 1 | ½ | 0 | 1 | 0 | ½ | 4  | 7     |
| 16      | Magnus Carlsen (NOR)      | 2693   | 0 | ½ | 1 | 0 | 1 | ½ | 2  | 5     |
| Ranking | Nome                      | Rating | 1 | 2 | 3 | 4 | 5 | 6 | TB | Total |
| 8       | Alexei Shirov (ESP)       | 2699   | ½ | ½ | ½ | 0 | ½ | 1 | 2½ | 5½    |
| 9       | Michael Adams (ENG)       | 2734   | ½ | ½ | ½ | 1 | ½ | 0 | ½  | 3½    |
| Ranking | Nome                      | Rating | 1 | 2 | 3 | 4 | 5 | 6 | TB | Total |
| 2       | Peter Leko (HUN)          | 2738   | ½ | 1 | 1 | 1 | – | – | –  | 3½    |
| 15      | Mikhail Gurevich (TUR)    | 2639   | ½ | 0 | 0 | 0 | – | – | –  | ½     |
| Ranking | Nome                      | Rating | 1 | 2 | 3 | 4 | 5 | 6 | TB | Total |
| 7       | Judit Polgár (HUN)        | 2727   | ½ | 0 | ½ | 0 | 1 | ½ | –  | 2½    |
| 10      | Evgeny Bareev (RUS)       | 2643   | ½ | 1 | ½ | 1 | 0 | ½ | –  | 3½    |
| Ranking | Nome                      | Rating | 1 | 2 | 3 | 4 | 5 | 6 | TB | Total |
| 3       | Ruslan Ponomariov (UKR)   | 2717   | ½ | ½ | 0 | ½ | ½ | ½ | –  | 2½    |
| 14      | Sergei Rublevsky (RUS)    | 2680   | ½ | ½ | 1 | ½ | ½ | ½ | –  | 3½    |
| Ranking | Nome                      | Rating | 1 | 2 | 3 | 4 | 5 | 6 | TB | Total |
| 6       | Alexander Grischuk (RUS)  | 2717   | 1 | ½ | ½ | 1 | ½ | – | –  | 3½    |
| 11      | Vladimir Malakhov (RUS)   | 2679   | 0 | ½ | ½ | 0 | ½ | – | –  | 1½    |
| Ranking | Nome                      | Rating | 1 | 2 | 3 | 4 | 5 | 6 | TB | Total |
| 4       | Boris Gelfand (ISR)       | 2733   | ½ | ½ | ½ | ½ | ½ | ½ | 2½ | 5½    |
| 13      | Rustam Kasimdzhanov (UZB) | 2677   | ½ | ½ | ½ | ½ | ½ | ½ | ½  | 3½    |
| Ranking | Nome                      | Rating | 1 | 2 | 3 | 4 | 5 | 6 | TB | Total |
| 5       | Étienne Bacrot (FRA)      | 2709   | ½ | 0 | 0 | 0 | – | – | –  | ½     |
| 12      | Gata Kamsky (USA)         | 2705   | ½ | 1 | 1 | 1 | – | – | –  | 3½    |

#### 2ª fase
| Ranking | Nome                     | Rating | 1 | 2 | 3 | 4 | 5 | 6 | TB | Total |
| ------- | ------------------------ | ------ | - | - | - | - | - | - | -- | ----- |
| 1       | Levon Aronian (ARM)      | 2759   | 1 | ½ | ½ | ½ | ½ | ½ | –  | 3½    |
| 8       | Alexei Shirov (ESP)      | 2699   | 0 | ½ | ½ | ½ | ½ | ½ | –  | 2½    |
| Ranking | Nome                     | Rating | 1 | 2 | 3 | 4 | 5 | 6 | TB | Total |
| 2       | Peter Leko (HUN)         | 2738   | 1 | ½ | 1 | ½ | ½ | – | –  | 3½    |
| 10      | Evgeny Bareev (RUS)      | 2643   | 0 | ½ | 0 | ½ | ½ | – | –  | 1½    |
| Ranking | Nome                     | Rating | 1 | 2 | 3 | 4 | 5 | 6 | TB | Total |
| 4       | Boris Gelfand (ISR)      | 2733   | ½ | ½ | 1 | ½ | 1 | – | –  | 3½    |
| 12      | Gata Kamsky (USA)        | 2705   | ½ | ½ | 0 | ½ | 0 | – | –  | 1½    |
| Ranking | Nome                     | Rating | 1 | 2 | 3 | 4 | 5 | 6 | TB | Total |
| 6       | Alexander Grischuk (RUS) | 2717   | 1 | ½ | ½ | 0 | ½ | ½ | 2½ | 5½    |
| 14      | Sergei Rublevsky (RUS)   | 2680   | 0 | ½ | ½ | 1 | ½ | ½ | ½  | 3½    |

## Classificação final
A competição foi disputada em duas voltas, cada jogador enfrentou o outro duas vezes, uma com peças brancas e a outra, pretas.
| N° | Jogador              | Rating | 1  | 2  | 3  | 4  | 5  | 6  | 7  | 8  | Total |
| -- | -------------------- | ------ | -- | -- | -- | -- | -- | -- | -- | -- | ----- |
| 1  | Viswanathan Anand    | 2792   | -- | ½½ | ½½ | ½½ | 1½ | ½1 | 1½ | 1½ | 9     |
| 2  | Vladimir Kramnik     | 2769   | ½½ | -- | ½½ | ½1 | ½½ | 10 | ½1 | ½½ | 8     |
| 3  | Boris Gelfand        | 2733   | ½½ | ½½ | -- | ½½ | ½½ | 1½ | 11 | ½0 | 8     |
| 4  | Peter Leko           | 2751   | ½½ | ½0 | ½½ | -- | ½½ | ½1 | 0½ | ½1 | 7     |
| 5  | Peter Svidler        | 2735   | 0½ | ½½ | ½½ | ½½ | -- | 0½ | ½½ | ½1 | 6½    |
| 6  | Alexander Morozevich | 2758   | ½0 | 01 | 0½ | ½0 | 1½ | -- | ½½ | 01 | 6     |
| 7  | Levon Aronian        | 2750   | 0½ | ½0 | 00 | 1½ | ½½ | ½½ | -- | ½1 | 6     |
| 8  | Alexander Grischuk   | 2726   | 0½ | ½½ | ½1 | ½0 | ½0 | 10 | ½0 | -- | 5½    |